# Vilar de Canes
Vilar de Canes (spanisch Villar de Canes) ist eine Gemeinde (municipio) in Ostspanien, nahe der Costa del Azahar. Vilar de Canes hat 156 Einwohner (Stand: 2024).

## Lage
Vilar de Canes liegt etwa 45 Kilometer nordwestlich von Castellón de la Plana und etwa 100 Kilometer nordnordöstlich von Valencia in einer Höhe von ca. 670 m.

## Spanischer Bürgerkrieg
Eine Staffel mit Junkers Ju 87 wollte erproben, ob die Sturzkampfbomber auch 500 Kilo-Bomben, dem Doppelten des normalen Gewichts, tragen und abwerfen könnten. Dazu konnten die Maschinen nicht vollständig betankt werden. Vilar de Canes wurde als eines von vier kleinen und ungeschützten Dörfern in der Nähe der Luftwaffenbasis ohne einen Zusammenhang mit dem Frontgeschehen als Übungsziele ausgewählt. Zahlreiche Menschen starben durch einen ohne Vorwarnung ausgeführten Bombenabwurf. Weitere Übungsziele waren Benassal, Albocàsser und Ares del Maestre.

## Bevölkerungsentwicklung
| Jahr      | 1900 | 1950 | 1970 | 1981 | 1991 | 2001 | 2011 | 2021 |
| Einwohner | 728  | 432  | 289  | 244  | 202  | 183  | 187  | 173  |

## Sehenswürdigkeiten

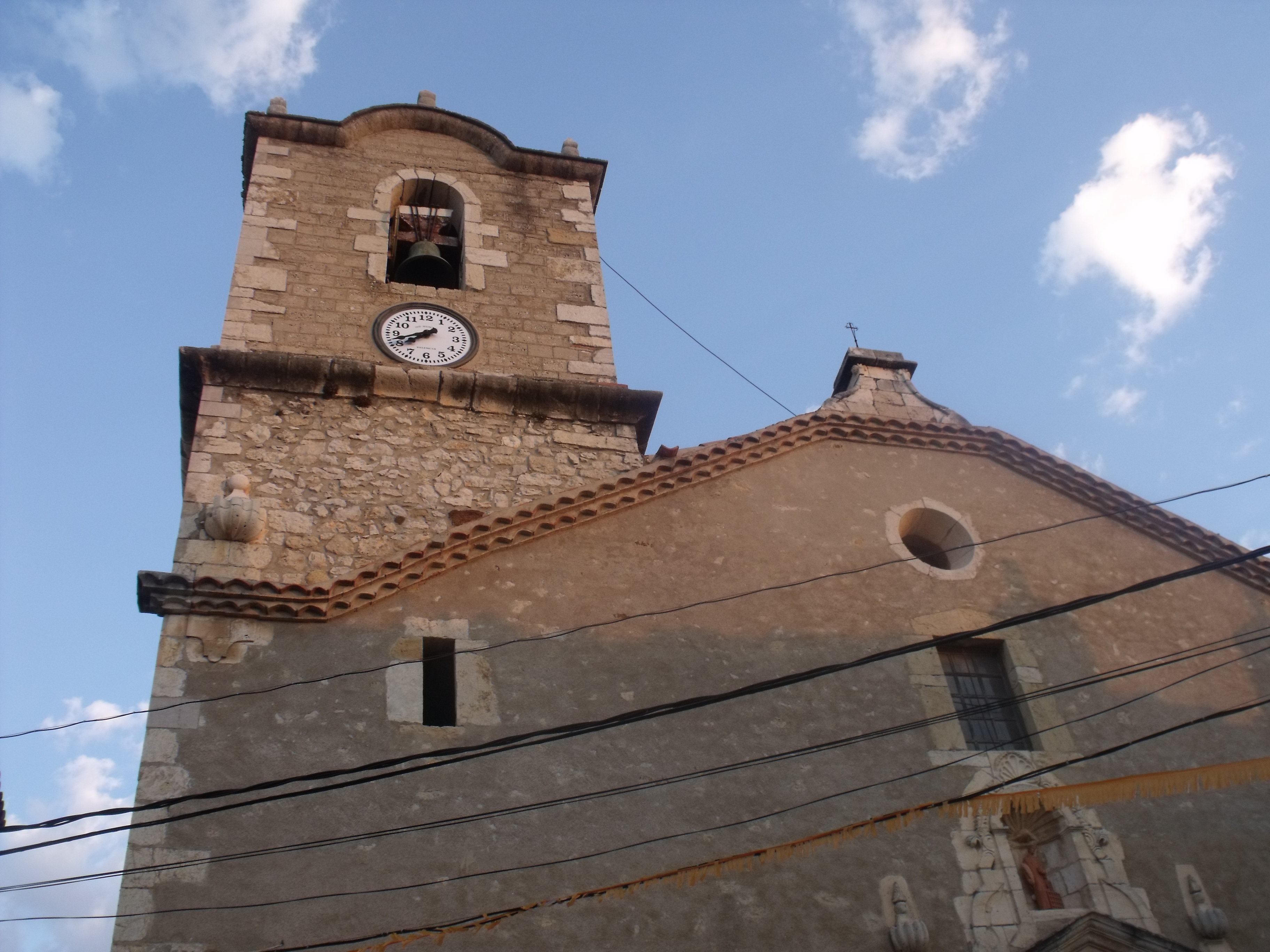
Marienkirche
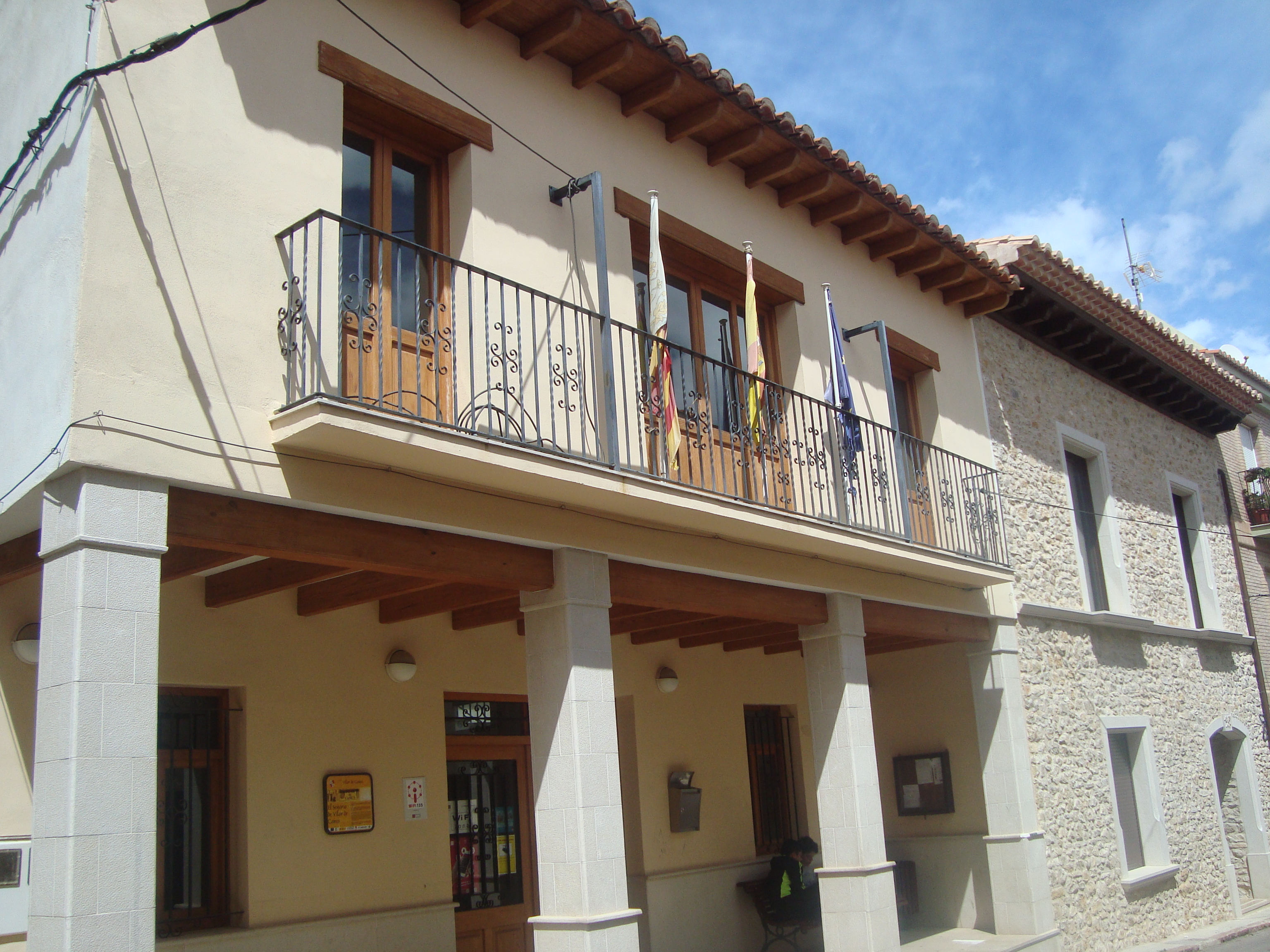
Rathaus

- Marienkirche
- Rathaus